# Hank McCamish Pavilion
Der Hank McCamish Pavilion ist eine Mehrzweckhalle in der US-amerikanischen Stadt Atlanta im Bundesstaat Georgia. Die Georgia Tech University ist Besitzer und Betreiber der Veranstaltungsstätte. Die NCAA-College-Basketballmannschaften der Männer und Frauen der Universität, die Georgia Tech Yellow Jackets (Atlantic Coast Conference), tragen hier ihre Spiele aus. Momentan bietet die Halle auf dem Campus der Universität 8.600 Plätze (Unterrang 6.935 Sitzplätze, Oberrang 1.665 Sitzplätze). Bis 2012 trug der Bau den Namen Alexander Memorial Coliseum. Die Halle trägt den Spitznamen The Thrillerdome.

## Geschichte
Die Mehrzweckhalle wurde am 30. September 1956 mit der Partie der Georgia Tech Yellow Jackets gegen die Duke Blue Devils (61:71) eingeweiht. Zu dieser Zeit lag das Platzangebot des Alexander Memorial Coliseum bei 6.996. Benannt wurde sie nach William A. Alexander. Er war von 1920 bis 1944 Coach der Georgia-Tech-Footballmannschaft. Das Dach spannt sich mit einem Durchmesser von 270 Fuß (rund 82,3 Meter) über die Halle. Das Kuppeldach mit einem Gewicht von ungefähr 862 Tonnen wird durch 32 Stahlrippen stabilisiert und kommt ohne sichtbehindernde Stützen im Innenraum aus. Es deckt eine Fläche von 71.500 sq feet (6.643 m2) ab. Der höchste Punkt befindet sich auf 75 Fuß (22,86 Meter). 1983 wurde die Dachdeckung durch zwei  Materialschichten ausgewechselt, die besser mit Temperaturschwankungen und die damit zusammenhängende Ausdehnung oder Zusammenzug des Materials zurechtkommen. Hinzu kam eine Kupferabdeckung. Die Arbeiten am Dach kosteten 270.000 US-Dollar.
Vor der Saison 1986/87 wurden drei Mio. US-Dollar für eine Renovierung investiert. Die Arbeiten brachten eine Aufstockung um 2.150 Sitzplätze auf insgesamt 9.191. Vor der Saison 1989/90 kamen noch einmal 700 Sitze hinzu. Für die Olympischen Sommerspiele 1996 wurde das Bauwerk von 1995 bis 1996 für 13 Mio. US-Dollar modernisiert. Dabei wurde der Innenraumboden abgesenkt und weitere 750 Plätze ergänzt. Das Atlanta Committee for the Olympic Games (ACOG) und der Hersteller York Air Conditioning spendeten für die Halle eine Klimaanlage. Des Weiteren wurde ein neuer Videowürfel und Anzeigetafeln installiert sowie die Licht- und Soundanlage modernisiert. Das Alexander Memorial Coliseum war Austragungsort der olympischen Boxwettkämpfe.
Im März 2011 wurde die über fünfzig Jahre alte Heimat der Yellow Jackets für eine umfangreiche Renovierung geschlossen. Am 5. Mai des Jahres begannen die Bauarbeiten, die 520 Tagen andauerten. In der Zwischenzeit wurden die Spiele der Yellow Jackets in der Philips Arena und der Arena At Gwinnett Center ausgetragen. Nach 18 Monaten und Kosten von 50 Mio. US-Dollar wurde die Veranstaltungshalle am 9. September 2012 wiedereröffnet. Die, dem Gebäude angepasste, rundliche Sitzanordnung um das Spielfeld wurde durch eine rechteckige Form ersetzt. Die Georgia Tech Yellow Jackets schlugen die Tulane Green Wave mit 79:61. Zwei Tage später spielten die Frauen gegen Tennessee erstmals in der umgebauten Arena. Mit der Umgestaltung wurde auch der Name geändert. Die McCamish-Familie spendete 15 Mio. US-Dollar zu den Baukosten, dafür wurde die Halle in Hank McCamish Pavilion umbenannt.
Für zwei längere Phasen nutzte die NBA-Basketball-Franchise der Atlanta Hawks die Halle. Von 1968 bis 1972 bis zur Fertigstellung des Omni Coliseum und von 1997 bis 1999 nach dem Abriss des Omni Coliseum und der Eröffnung der Philips Arena. Die Philips Arena soll von 2017 bis 2018 mit einem umfangreichen Umbau für rund 200 Mio. US-Dollar modernisiert werden. In der Übergangszeit hat das Basketball-Franchise der Atlanta Dream aus der Women’s National Basketball Association (WNBA) ihre Partien im Hank McCamish Pavilion ausgetragen.

## Konzerte
In seiner Geschichte war die Arena auch Austragungsort von Konzerten.
Auswahl
- 22. September 1957: Chuck Berry
- 1. Februar 1964: Dave Brubeck
- 14. Februar 1964: Joe South, Flatt and Scruggs
- 28. Oktober 1971: Chicago
- 30. März 1972: The Beach Boys
- 15. Mai 1972: Manassas
- 26. Oktober 1972: West, Bruce & Laing
- 19. April 1973: Yes
- 21. September 1973: Uriah Heep
- 27. Oktober 1973: Conway Twitty
- 28. Oktober 1973: The J. Geils Band, Foghat
- 11. Februar 1974: Yes, John Martyn
- 4. Mai 1974: Manfred Mann’s Earth Band, Blue Öyster Cult, Hydra
- 23. November 1974: KISS
- 27. Mai 1975: Eagles
- 23. Juni 1978: Kansas
- 13. November 1994: Weezer, Live
- 7. November 1998: Joni Mitchell, Bob Dylan
- 17. April 2009: O.A.R.
- 29. Oktober 2016: Above & Beyond

## Galerie

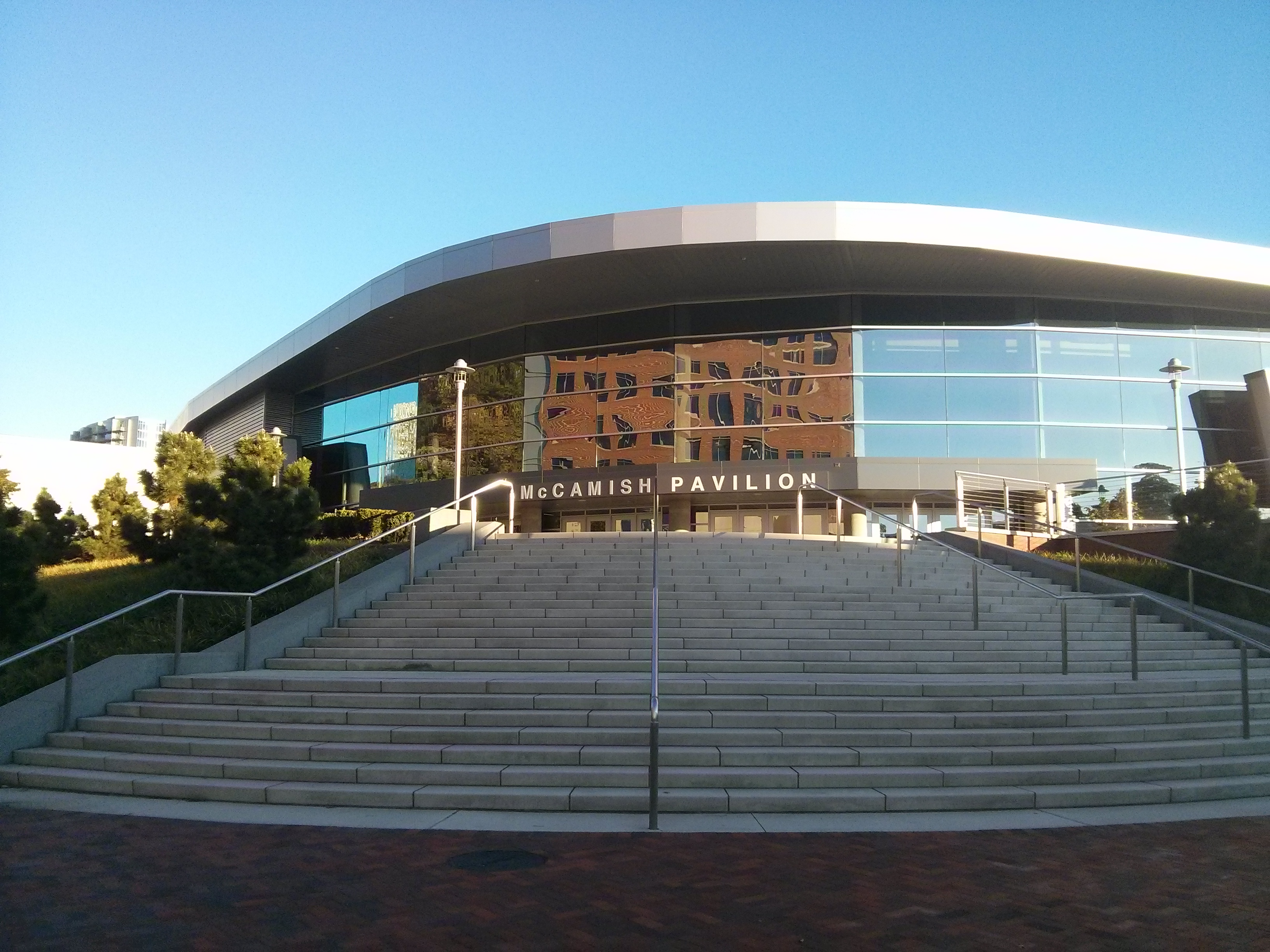
Der Nordeingang (2014)
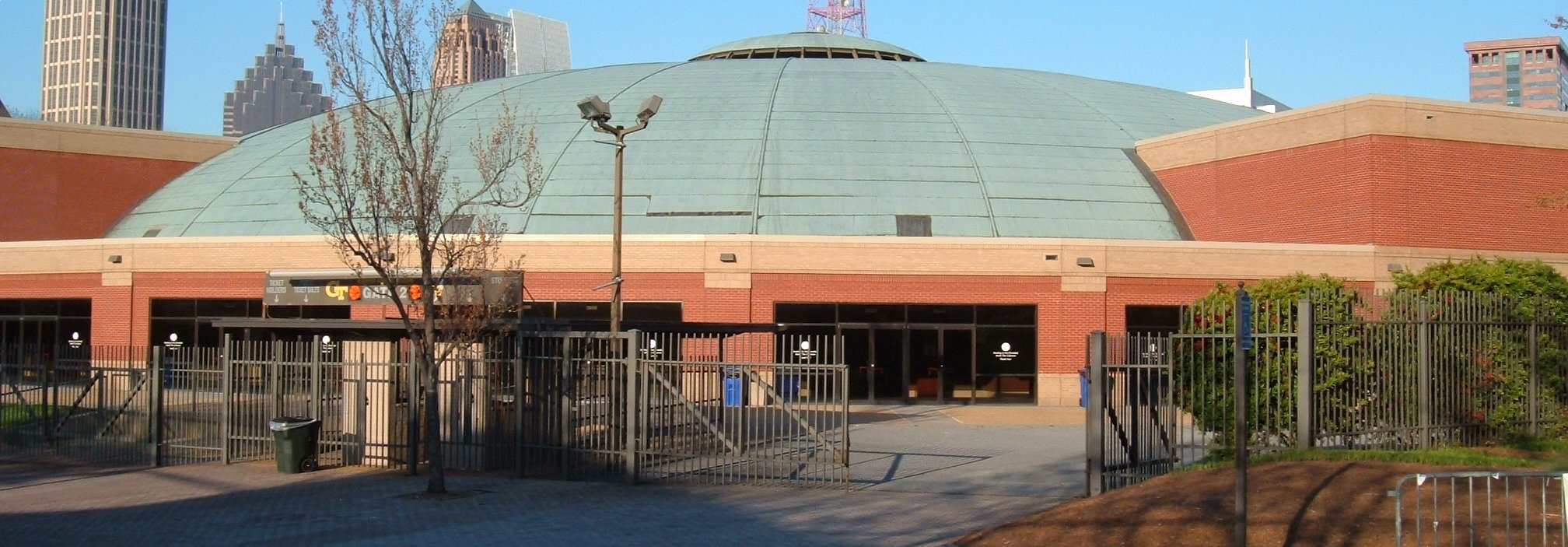
Südwestansicht
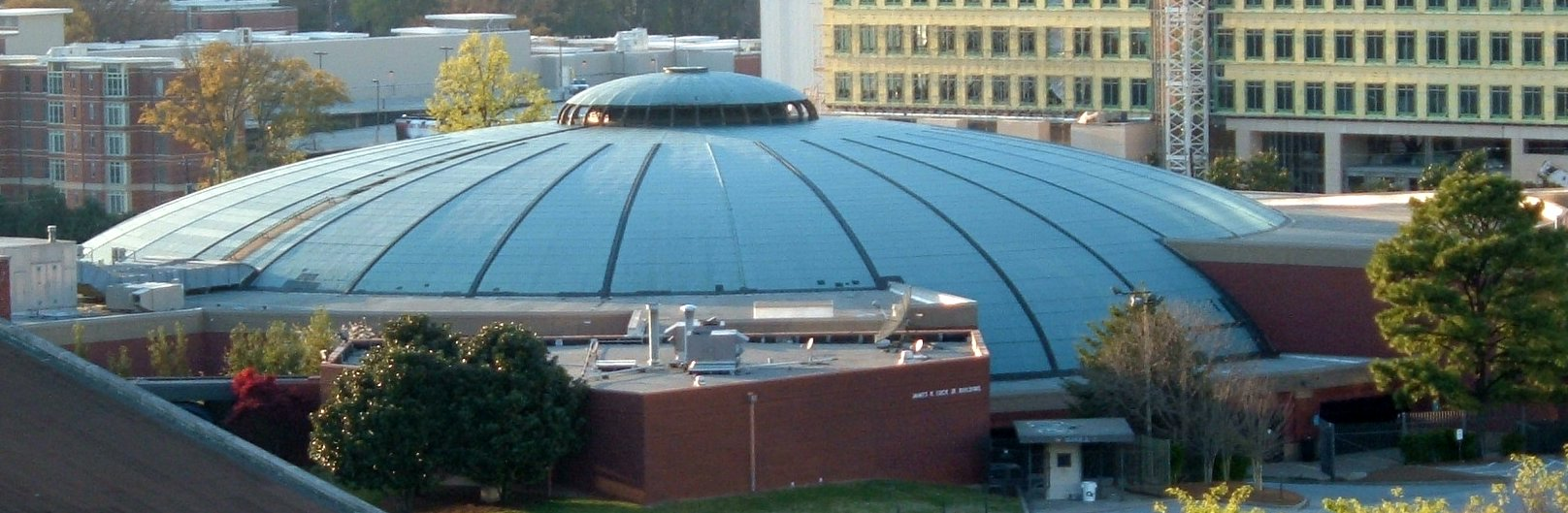
Südostansicht
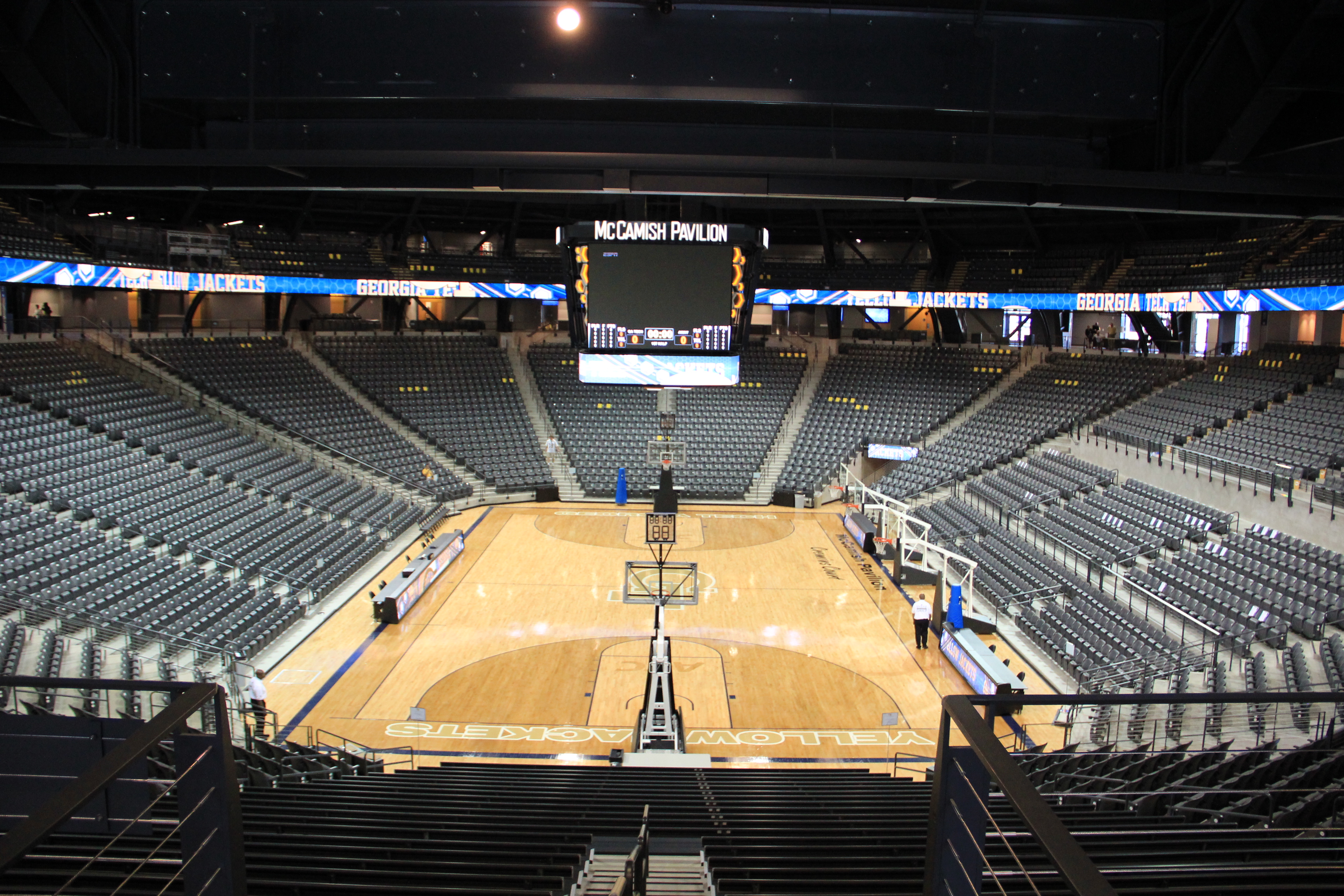
Der Innenraum mit Basketballspielfeld (2012)